# Robert von Wiren
Robert Eduardowicz von Wiren, ros. Роберт Эдуардович Фон Вирен (ur. 31 sierpnia 1891 w Rewlu, zm. 23 marca 1953 w Bonn) – rosyjski, a następnie niemiecki wojskowy, oficer marynarki, kapitan portu w okupowanym Rostowie nad Donem podczas II wojny światowej

## Życiorys
W 1912 r. ukończył korpus morski. Służył w stopniu porucznika we Flocie Czarnomorskiej. 29 stycznia 1915 r. został odznaczony Orderem Św. Anny 4 klasy. Na pocz. 1918 r. wstąpił ochotniczo do Armii Ochotniczej gen. Antona I. Denikina. W sierpniu tego roku wszedł w skład załogi pociągu pancernego "Admirał Niepielin" (został ranny w walce w rejonie stacji kolejowej Bazowaja pod Stawropolem), zaś w październiku - "Dmitrij Donskoj". Od marca 1919 r. służył we Flocie Kaspijskiej; od kwietnia tego roku na statku "Uspiech". 15 lipca objął dowództwo ex-bułgarskiej kanonierki "Nadieżda".  Pod koniec września został ciężko ranny, kiedy okręt wszedł na zagrodę minową. Na początku 1920 r. został w stopniu starszego lejtnanta dowódcą kanonierki "Salgir", zaś 21 listopada – "Groznyj". Był odznaczony Orderem Św. Mikołaja Cudotwórcy II klasy. 
Ewakuował swój okręt wraz z flotą  wojenną Białych z Krymu do Bizerty. Do marca 1923 r. sprawował dowództwo kanonierki "Groznyj" w składzie Rosyjskiej Eskadry. Od kwietnia do listopada tego roku był dowódcą torpedowca "Biespokojnyj". Następnie przeszedł do sztabu Eskadry. Od marca do czerwca 1924 r. dowodził statkiem szkolnym "Moriak". 
Na emigracji zamieszkał we Francji. W 1935 r. przeniósł do estońskiego Rewla. W 1940 r. został repatriowany do Niemiec. Do rozpoczęcia wojny z ZSRR 22 czerwca 1941 r. był zastępcą dowódcy statku pasażerskiego "Regina", kursującego na linii Szczecin – Helsinki. Jesienią tego roku został zmobilizowany do armii. Służył w stopniu Oberleutnanta w morskim oddziale Wehrmachtu na froncie wschodnim. Objął funkcję kapitana portu w okupowanym Rostowie nad Donem, sprawując ją do lutego 1943 r. Podczas odwrotu został ranny. Po zakończeniu wojny zamieszkał w zachodnich Niemczech. Napisał swoje wspomnienia.